# Mirazh Mountain
Der Mirazh Mountain (russisch Гора мираж Gora Mirasch, deutsch ‚Luftspiegelungsberg‘, norwegisch Miražtoppen) ist ein 1485 m hoher Berg im ostantarktischen Königin-Maud-Land. Er ragt im nordzentralen Teil des Gebirgskamms Steinmulen im Otto-von-Gruber-Gebirge des Wohlthatmassivs auf.
Entdeckt und anhand von Luftaufnahmen kartiert wurde er bei der Deutschen Antarktischen Expedition 1938/39 unter der Leitung des Polarforschers Alfred Ritscher. Norwegische Kartographen kartierten ihn anhand von Luftaufnahmen und Vermessungen der Dritten Norwegischen Antarktisexpedition (1956–1960). Sowjetische Wissenschaftler, die ihn auch benannten, kartierten ihn erneut bei einer von 1960 bis 1961 durchgeführten Expedition. Das Advisory Committee on Antarctic Names übertrug die russische Benennung im Jahr 1970 in einer Teilübersetzung ins Englische.